# أنتوني ماكدونالد
أنتوني ماكدونالد (بالإنجليزية: Anthony McDonald)‏ هو لاعب كرة قدم بريطاني، ولد في 17 مارس 2001 في كيركالدي في المملكة المتحدة. لعب مع هارت أوف ميدلوثيان.

## وصلات خارجية
- أنتوني ماكدونالد على موقع قاعدة بيانات كرة القدم.إي يو (الإنجليزية)
- أنتوني ماكدونالد على موقع Soccerbase.com (لاعب) (الإنجليزية)
- أنتوني ماكدونالد على موقع Soccerway.com (الإنجليزية)